# Xysticus embriki
Xysticus embriki là một loài nhện trong họ Thomisidae.
Loài này thuộc chi Xysticus. Xysticus embriki được Gábor von Kolosváry miêu tả năm 1935.